# Hultafors
Hultafors är en tätort i Bollebygds kommun. 
Här finns tumstockstillverkning i Hultafors Tumstocksfabrik som grundades 1883 och som numera ingår i Hultafors Group.  På orten finns Hultafors järnvägsstation, som blev byggnadsminne 1991, där Hultafors Bygdegårdsförening har sin verksamhet.

## Historia
Hultafors samhälle, som ligger i östra delen av Bollebygds socken, kan sägas ha kommit till efter det att järnvägen mellan Göteborg och Borås blev klar år 1896. På Hultafors station lossades och lastades bland annat vagnslaster av oxelvirke till Svenska mått- och tumstocksfabriken liksom de välkända ballebomöblerna, som skickades från Hultafors till övriga landet.
Hultafors har varit känt för det hälsohem som fanns här under större delen av 1900-talet; först hette det Hultafors sanatorium och under senare tid Hultafors Hälsocenter.

## Befolkningsutveckling
| Befolkningsutvecklingen i Hultafors 1960–2020 | Befolkningsutvecklingen i Hultafors 1960–2020 | Befolkningsutvecklingen i Hultafors 1960–2020 | Befolkningsutvecklingen i Hultafors 1960–2020 | Befolkningsutvecklingen i Hultafors 1960–2020 |
| --------------------------------------------- | --------------------------------------------- | --------------------------------------------- | --------------------------------------------- | --------------------------------------------- |
|                                               |                                               |                                               |                                               |                                               |
| År                                            |                                               |                                               | Folkmängd                                     | Areal (ha)                                    |
| 1960                                          | 1960                                          |                                               | 305                                           |                                               |
| 1965                                          | 1965                                          |                                               | 363                                           |                                               |
| 1970                                          | 1970                                          |                                               | 317                                           |                                               |
| 1975                                          | 1975                                          |                                               | 293                                           |                                               |
| 1980                                          | 1980                                          |                                               | 305                                           |                                               |
| 1990                                          | 1990                                          |                                               | 253                                           | 57                                            |
| 1995                                          | 1995                                          |                                               | 242                                           | 57                                            |
| 2000                                          | 2000                                          |                                               | 233                                           | 57                                            |
| 2005                                          | 2005                                          |                                               | 233                                           | 57                                            |
| 2010                                          | 2010                                          |                                               | 227                                           | 57                                            |
| 2015                                          | 2015                                          |                                               | 333                                           | 73                                            |
| 2020                                          | 2020                                          |                                               | 324                                           | 72                                            |
|                                               |                                               |                                               |                                               |                                               |